# Pachyserica jendeki
Pachyserica jendeki är en skalbaggsart som beskrevs av Ahrens 2004. Pachyserica jendeki ingår i släktet Pachyserica och familjen Melolonthidae. Inga underarter finns listade i Catalogue of Life.